# Malá Mača
Malá Mača (in ungherese Kismácséd) è un comune della Slovacchia facente parte del distretto di Galanta, nella regione di Trnava.